# Snowflake, Arizona
Snowflake är en kommun (town) i Navajo County, i delstaten Arizona, USA. Enligt United States Census Bureau har staden en folkmängd på 5 587 invånare (2011) och en landarea på 86,8 km².

## Kända personer från Snowflake
- Jeff Flake, politiker